# Mériatoum (fils de Ramsès II)
Pour les articles homonymes, voir Mériatoum.
Mériatoum (aussi écrit Méryatoum, « Aimé d'Atoum ») est un prince d'Égypte et seizième fils de Ramsès II,.

## Biographie
Mériatoum est le seizième fils de Ramsès II et le quatrième et dernier fils de la grande épouse royale Néfertari,.
En plus des processions de princes inscrites sur les différents monuments du règne, Mériatoum est attesté par plusieurs éléments :
- une stèle fragmentaire du Sarabit al-Khadim, dans le Sinaï, sont aux noms des deux chefs d'expédition, Amenemopé et Âchahebsed, en activité pendant le règne de Séthi Ier et le début de celui de Ramsès II ; la mention du prince dans une légende entre la figuration des deux chefs alors que la graphie du cartouche de Ramsès II, typique du tout début du règne et des années après l'an 18, pose question[3] :
  - soit la stèle a été réalisée alors que les deux chefs venaient d'apprendre la naissance du dernier né de la reine Néfertari[4],
  - soit la stèle aurait été réalisée lors d'une visite princière en compagnie de ces deux chefs d'expédition qui n'étaient normalement plus en activité dans la région[3] ;
- une statue de Néfertari, aujourd'hui conservée à Bruxelles, présente sur le flanc gauche une figure en relief du prince accompagnée de la légende « le flabellifère à la droite du roi, le premier fils de Sa Majesté - vivante (soit-elle), prospère et en bonne santé ! - Mériatoum, juste de voix » ; ce titre de « premier fils royal » indique que tous ses frères (ceux nés de Néfertari) étaient déjà décédés, soit vers la quatrième décennie du règne ; toutefois le style indique une statue assez précoce dans le règne, ce qui pourrait indiquer que Mériatoum a usurpé une figuration de son frère aîné Amonherkhépeshef[5] ;
- Mériatoum est mentionné dans une inscription fragmentaire du temple de Mout à Karnak qui pourrait dater de l'époque où il était « Grand des voyants » (c'est-à-dire le grand prêtre de Rê à Héliopolis)[5] ;
- une stèle de Pi-Ramsès, produite par le prêtre de Rê Âkhpet, montre Mériatoum encensant l'une des statues de Ramsès II à Pi-Ramsès nommée « Ousermaâtrê-Sétepenrê Montou-dans-les-Deux-Terres »[5] ;
- le prince est également présent sur la façade du petit temple d'Abou Simbel, comme tous ses frères et sœurs nés de la grande épouse royale Néfertari ; Mériatoum est positionné aux pieds des représentations latérales de son père - plus spécifiquement à côté de la jambe la plus externe de chacune des deux représentations - en tandem avec son frère aîné Méryrê, qui lui est représenté à côté de la jambe la plus interne[6] ;
- Mériatoum est figuré en porte-enseigne sur deux statuettes conservées à Berlin ; le pilier dorsal de chaque statue offre une inscription[5] :

« Le noble prince, le préposé aux affaires confidentielles du domaine du Phénix, le fils royal de son ventre, son aimé, le Grand des voyants [Méri]atoum »

— Statuette Berlin 19716

« [...] du Grand Temple, le prêtre-sem dans l'Horizon de l'éternité, les Yeux du roi qui préside à ses Deux Terres - on se réjouit de ce qui sort de sa bouche -, le fils royal, le Grand des voyants aux bras purs dans le domaine de Rê, Mériatoum, qui revit, celui qu'a enfanté la grande épouse royale, la maîtresse des Deux Terres Néfertari Méretenmout »

— Statuette Berlin 7347
Le prince meurt à une date inconnue, entre les ans 46 et 52 du règne de son père. Il est enterré dans la tombe collective KV5. Il est à noter qu'un ostracon trouvé dans la vallée des Rois mentionne les travaux du « domaine du Grand des voyants Mériatoum » et ceux du domaine d'une Iset-Nofret dont l'identité est sujette à discussions.

## Sépulture
Comme nombre de ses frères, il est enterré dans la tombe KV5 où des fragments de ses vases canopes ont été découverts,.